# シンソフィア
株式会社シンソフィア（英: syn Sophia, Inc.）は東京都武蔵野市に所在する日本のコンピュータゲームソフトウェア開発会社。

## 概要
ヒューマン出身の吉田秀司によりザ・マンブリーズを設立。タクティクスフォーミュラ開発中に株式会社アキに社名変更。2007年4月1日に株式会社シンソフィアに再度社名変更した。
バーチャル・プロレスリング（およびWCWやWWEをフィーチャーした海外版）、キン肉マンやDef Jamのゲーム化といった、プロレスゲーム・対戦格闘ゲームの開発で知られていたが、女性向けゲームにも進出するなど、ジャンルの幅を広げているほか、プラットフォームの幅も広い。
社名の由来はsyn（一致・合わせる）+Sophia（知恵・英知）から。

## 開発タイトル
| 発売年 | タイトル                                                          | 発売元                               |
| ------ | ----------------------------------------------------------------- | ------------------------------------ |
| 1996年 | バーチャル・プロレスリング                                        | アスミック・エースエンタテインメント |
| 1997年 | タクティクスフォーミュラ                                          | セガ                                 |
| 1997年 | WCW vs nWo WORLD TOUR                                             | THQ                                  |
| 1997年 | WCW vs THE WORLD                                                  | THQ                                  |
| 1997年 | バーチャル・プロレスリング64                                      | アスミック・エースエンタテインメント |
| 1998年 | WCW vs nWo REVENGE                                                | THQ                                  |
| 1999年 | WWF WRESTLEMANIA 2000 (海外版)                                    | THQ                                  |
| 2000年 | バーチャル・プロレス2 〜王道継承〜                                | アスミック・エースエンタテインメント |
| 2000年 | WWF WRESTLEMANIA 2000（国内版）                                   | アスミック・エースエンタテインメント |
| 2000年 | アニマスター                                                      | セガ                                 |
| 2000年 | WWF NO MERCY (海外版)                                             | THQ                                  |
| 2001年 | アニマスターGB                                                    | メディアファクトリー                 |
| 2001年 | ワールドフィッシング                                              | ニフティ                             |
| 2002年 | キン肉マンII世 〜新世代超人vs伝説超人〜                           | バンダイ                             |
| 2003年 | Def Jam VENDETTA（海外版）                                        | エレクトロニック・アーツ             |
| 2003年 | キン肉マンII世 〜新世代超人vs伝説超人〜（海外版）                 | バンダイUSA                          |
| 2003年 | Def Jam VENDETTA（国内版）                                        | エレクトロニック・アーツ             |
| 2004年 | キン肉マン ジェネレーションズ                                     | バンダイ                             |
| 2004年 | キン肉マン ジェネレーションズ（GALACTIC WRESTLING）               | バンダイUSA                          |
| 2004年 | Def Jam FIGHT FOR NY（海外版）                                    | エレクトロニック・アーツ             |
| 2005年 | Def Jam FIGHT FOR NY（国内版）                                    | エレクトロニック・アーツ             |
| 2006年 | キン肉マン マッスルグランプリ                                     | バンダイ                             |
| 2006年 | まわしてつなげる タッチパニック                                   | 任天堂                               |
| 2006年 | キン肉マン マッスルグランプリ MAX                                 | バンダイ                             |
| 2006年 | Def Jam FIGHT For NY THE TAKEOVER                                 | エレクトロニック・アーツ             |
| 2006年 | キン肉マン マッスルジェネレーションズ                             | バンダイ                             |
| 2007年 | シムシティDS                                                      | エレクトロニック・アーツ             |
| 2007年 | キン肉マン マッスルグランプリ2                                    | バンダイナムコゲームス               |
| 2007年 | がんばる私の家計ダイアリー                                        | 任天堂                               |
| 2008年 | シムシティDS2 〜古代から未来へ続くまち〜                          | エレクトロニック・アーツ             |
| 2008年 | キン肉マン マッスルグランプリ2 特盛                               | バンダイナムコゲームス               |
| 2008年 | わがままファッション ガールズモード                               | 任天堂                               |
| 2009年 | レディー・2・ランブル:レボリューション                            | ATARI                                |
| 2009年 | がんばる私のおさいふ応援団                                        | 任天堂                               |
| 2009年 | クロストレジャーズ                                                | スクウェア・エニックス               |
| 2010年 | クロヒョウ 龍が如く新章                                           | セガ                                 |
| 2010年 | プリティーリズム・ミニスカート                                    | タカラトミー                         |
| 2011年 | プリティーリズム・オーロラドリーム                                | タカラトミー                         |
| 2012年 | クロヒョウ2 龍が如く 阿修羅編                                     | セガ                                 |
| 2012年 | プリティーリズム・ディアマイフューチャー                          | タカラトミーアーツ                   |
| 2012年 | わがままファッション GIRLS MODE よくばり宣言!                     | 任天堂                               |
| 2013年 | プリティーリズム・マイ☆デコレインボーウエディング                 | タカラトミーアーツ                   |
| 2013年 | プリティーリズム・レインボーライブ                                | タカラトミーアーツ                   |
| 2013年 | プリティーリズム・レインボーライブデュオ                          | タカラトミーアーツ                   |
| 2013年 | プリティーリズム・レインボーライブ きらきらマイ☆デザイン          | タカラトミーアーツ                   |
| 2014年 | わがままファッション GIRLS MODE よくばり宣言!トキメキUP!          | 任天堂                               |
| 2014年 | プリパラ                                                          | タカラトミーアーツ                   |
| 2014年 | プロレスラーをつくろう!THE GOLDEN HOUR                            | サミーネットワークス                 |
| 2015年 | プリパラ&プリティーリズム プリパラでつかえるおしゃれアイテム1450! | タカラトミーアーツ                   |
| 2015年 | GIRLS MODE 3 キラキラ☆コーデ                                      | 任天堂                               |
| 2015年 | プリパラ めざせ！アイドル☆グランプリNo1!                          | タカラトミーアーツ                   |
| 2016年 | プリパラ めざめよ！ 女神のドレスデザイン                          | タカラトミーアーツ                   |
| 2016年 | プリパラ プリパズ                                                 | タカラトミーアーツ                   |
| 2017年 | アイドルタイムプリパラ 夢オールスターライブ！                     | タカラトミーアーツ                   |
| 2017年 | Girls Mode 4 スター☆スタイリスト                                  | 任天堂                               |
| 2018年 | プリパラ オールアイドルパーフェクトステージ！                     | タカラトミーアーツ                   |
| 2018年 | キラッとプリ☆チャン                                               | タカラトミーアーツ                   |
| 2020年 | ドラゴンクエスト ダイの大冒険 クロスブレイド                      | タカラトミーアーツ                   |
| 2021年 | ワッチャプリマジ!                                                 | タカラトミーアーツ                   |
| 2023年 | ファッションドリーマー                                            | マーベラス                           |
| 2024年 | ひみつのアイプリ                                                  | タカラトミーアーツ                   |
| 2024年 | アイプリバース                                                    | タカラトミーアーツ                   |
| 2025年 | マジカルクラフト 猫と魔法のドレス                                 | イマジニア                           |